# فابريسيو سيمويس
فابريسيو سيمويس (بالبرتغالية: Fabrício Simões‏) هو لاعب كرة قدم برازيلي في مركز الهجوم، ولد في 26 ديسمبر 1984 في ايتابيميريم دي كاتشويرو في البرازيل. لعب مع أونياو ليريا وإشتوريل برايا وبترو إتليتيكو ونادي بينابولينيزي ونادي كايالا الترفيهي.

## وصلات خارجية
- فابريسيو سيمويس على موقع قاعدة بيانات كرة القدم.إي يو (الإنجليزية)
- فابريسيو سيمويس على موقع Soccerway.com (الإنجليزية)